# 濱口華菜里
濱口華菜里（1985年8月29日—），出生於長崎縣諫早市，是日本的前女子排球運動員，曾效力於V超級聯賽的東麗箭。身高167公分，體重59公斤，血型A型，場上位置為自由人。

## 生涯簡介
濱口在小學三年級時開始接觸排球。在九州文化學園高校就讀期間，以隊長身份曾奪得2003年全國高校運動大會冠軍及日本國民體育大會四強。
2004年，加盟東麗箭。因為自身擁有穩定的接應能力以及球隊內部的原因，當時還是內定選手的濱口便在2003年第10屆V聯賽開幕戰中先發，並獲得了固定先發位置，更協助球隊獲得年度總亞軍。2004年的第53屆黑鷲旗全日本男女排球大會中，濱口獲得了若鷲獎（最佳新人獎）。
2008年，於2007/08年度的V超級聯賽，東麗箭奪得球隊史上首個年度總冠軍，濱口並獲得最佳接應獎。同年底在越南永福省舉辦的亞洲排球俱樂部錦標賽，球隊獲得季軍，她則被選為最佳主攻手。
2009年，濱口首次被錄取至日本女排集訓名單中。另外，俱樂部方面成功達成聯賽連霸，並拿下第58屆黑鷲旗大會的冠軍。
2010年，在2009/10年度的聯賽賽事上，東麗箭完成史上初次三連霸，個人也獲頒最佳主攻手。同時，球隊也獲得日韓V聯賽頂級賽、第59屆黑鷲旗大會冠軍。同年的2010年世界女子排球錦標賽，進入了國家隊14人名單中，最終拿下銅牌。
2011年，參加蒙特勒排球大賽，最後獲得冠軍。同一年12月的天皇盃及皇后盃則協助球隊奪得睽違四年的冠軍。
2012年，為求對於2011/12年度的V超級聯賽作出貢獻，得到相隔兩年的冠軍。第61屆黑鷲旗大會則進入準決賽，她也獲頒最佳主攻手的榮譽。
2013年6月，宣布退休。

## 生涯及得獎經歷
- 生涯簡歷

有喜小學→有喜中學→九州文化學園高等學校→東麗箭（2004年 - 2013年）
- 日本女排 - 2009年 - 2012年
- 獲得獎項
  - 2004年 - 第53屆黑鷲旗錦標賽 若鷲獎（最佳新人獎）
  - 2008年 - 2007-08年度V超級聯賽 最佳接應獎
  - 2008年 - AVC亞洲俱樂部錦標賽 最佳自由人獎
  - 2009年 - 第58屆黑鷲旗錦標賽 最佳自由人獎
  - 2010年 - 2009-10年度V超級聯賽 最佳自由人獎
  - 2012年 - 第61屆黑鷲旗大會 最佳自由人獎

## 外部連結
- 東麗箭女排隊官方網站 （页面存档备份，存于） （日語）
- 東麗箭女排選手簡介 - 濱口華菜里 （日語）